# Erythrococca pallidifolia
Erythrococca pallidifolia är en törelväxtart som först beskrevs av Ferdinand Albin Pax och Käthe Hoffmann, och fick sitt nu gällande namn av Ronald William John Keay. Erythrococca pallidifolia ingår i släktet Erythrococca och familjen törelväxter.
Artens utbredningsområde är Bioko. Inga underarter finns listade i Catalogue of Life.